# Mobil växel
Mobil växel är en telefonväxel som integreras med användarnas mobiltelefoner. Det är en molnbaserad telefonväxel som tillhandahålls över internet. Med en mobil växel kan företagens anställda ta emot och koppla vidare samtal, helt oberoende av var de befinner sig och vilken teknisk utrustning de har.
En traditionell, fast telefonväxel är platsbaserad och innebär att analog utrustning behöver installeras på arbetsplatsen och kopplas till medarbetarnas telefoner. En mobil växel är däremot helt platsoberoende och utgår från mobiltelefoni, istället för fast telefoni. Mobil växel betyder att man inte köper och installerar mjukvara lokalt på sin dator, utan prenumererar på en tjänst mot en licensavgift
Mobil växel innebär även bland annat att man själv väljer vilket nummer som visas när man ringer ut, det vill säga sitt fasta nummer, sitt mobilnummer eller företagets växelnummer samt att man själv väljer vilket nummer man vill bli nådd på. 